# Final Eight della WSE Champions League 2022-2023
La Final Eight della WSE Champions League 2022-2023 di hockey su pista si sono disputate il Pavilhão Municipal José Natário di Viana do Castelo in Portogallo dal 4 al 7 maggio 2023.
Vi hanno partecipato le seguenti squadre:
- 1ª classificata girone A:  Benfica
- 2ª classificata girone A:  Oliveirense
- 1ª classificata girone B:  Trissino
- 2ª classificata girone B:  Porto
- 1ª classificata girone C:  Barcellona
- 2ª classificata girone C:  Valongo
- 1ª classificata girone D:  Sporting CP
- 2ª classificata girone D:  Barcelos

I vincitori, i portoghesi del Porto al terzo successo nella manifestazione e la finalista del torneo, i portoghesi dl Valongo, hanno ottenuto il diritto di giocare contro i vincitori e i finalisti della Coppa WSE 2022-2023, rispettivamente gli spagnoli del Voltregà e i portoghesi del Braga, nella Coppa Continentale 2023-2024.

## Tabellone
|  | Quarti di finale      | Quarti di finale      | Quarti di finale      |         |                       | Semifinali  | Semifinali | Semifinali |  |  | Finale                | Finale | Finale |
|  |                       |                       |                       |         |                       |             |            |            |  |  |                       |        |        |
|  | Portogallo (bandiera) | Benfica               | 2                     |         |                       |             |            |            |  |  |                       |        |        |
|  | Portogallo (bandiera) | Porto                 | 4                     |         |                       |             |            |            |  |  |                       |        |        |
|  | Portogallo (bandiera) | Porto                 | 4                     |         | Portogallo (bandiera) | Porto       | 4          |            |  |  |                       |        |        |
|  |                       |                       |                       |         | Portogallo (bandiera) | Porto       | 4          |            |  |  |                       |        |        |
|  |                       | Spagna (bandiera)     | Barcellona            | 3       |                       |             |            |            |  |  |                       |        |        |
|  | Spagna (bandiera)     | Spagna (bandiera)     | Barcellona            | 3       | Barcellona            | 5           |            |            |  |  |                       |        |        |
|  | Spagna (bandiera)     |                       |                       |         | Barcellona            | 5           |            |            |  |  |                       |        |        |
|  | Portogallo (bandiera) | Barcelos              | 3                     |         |                       |             |            |            |  |  |                       |        |        |
|  |                       |                       |                       |         |                       |             |            |            |  |  | Portogallo (bandiera) | Porto  | 5      |
|  |                       |                       | Portogallo (bandiera) | Valongo | 1                     |             |            |            |  |  |                       |        |        |
|  | Italia (bandiera)     | Trissino              | 6                     |         |                       |             |            |            |  |  |                       |        |        |
|  | Portogallo (bandiera) | Oliveirense           | 8                     |         |                       |             |            |            |  |  |                       |        |        |
|  | Portogallo (bandiera) | Oliveirense           | 8                     |         | Portogallo (bandiera) | Oliveirense | 4          |            |  |  |                       |        |        |
|  |                       |                       |                       |         | Portogallo (bandiera) | Oliveirense | 4          |            |  |  |                       |        |        |
|  |                       | Portogallo (bandiera) | Valongo               | 6       |                       |             |            |            |  |  |                       |        |        |
|  | Portogallo (bandiera) | Portogallo (bandiera) | Valongo               | 6       | Sporting CP           | 2           |            |            |  |  |                       |        |        |
|  | Portogallo (bandiera) |                       |                       |         | Sporting CP           | 2           |            |            |  |  |                       |        |        |
|  | Portogallo (bandiera) | Valongo               | 3                     |         |                       |             |            |            |  |  |                       |        |        |

## Risultati

### Quarti di Finale
| Arbitri: | Miguel Diaz Jonathan Sanchez |

| |           |                                                  |
| (1° Tempo) 22'33" Gonçalo Alves; (2° Tempo) 6'22" Carlo Di Benedetto; 3'28" (2T) Gonçalo Alves; 0'09" (2T) Rafa | Marcatori | (1° Tempo) 16'34" Alvarez; (2° Tempo) 2'23" Roca |

| Arbitri: | Claudio Ferraro Marco Rondina |

| |           |                                             |
| (2° Tempo) 20'11" Pau Bargallo; 16'45" João Rodrigues; (2° Tempo Supplementare) 4'37" João Rodrigues; 1'05" João Rodrigues; 0'14" Pereira Nunes | Marcatori | (Secondo Tempo) 20'04" Morais; 3'05" Vieira |

| Arbitri: | Ruben Fernandez Daniel Villar |

| |                      | |
| (Primo Tempo) 18'03" João Pinto; 2'59" Giulio Cocco; (Secondo Tempo) 18'21" Galbas; 8'57" Giulio Cocco; 3'12" Malagoli | Marcatori            | (Primo Tempo) 9'39" Marques; (Secondo Tempo) 23'07" Torra; 13'59" Marques; 2'29" Cardoso; 3'26 Martinez |
| Giulio Cocco Malagoli Galbas Mendez                                                                                    | Tiri di rigore 1 – 3 | Cardoso Pereira Torra Martinez Araujo                                                                   |

| Viana do Castelo 5 maggio 2023, ore 21:00 WET 4º Quarto | Sporting CP | 2 – 3 | Valongo | Pavilhão Municipal José Natário |

### Semifinali
| Arbitri: | Francesco Stallone Marco Rondina |

|                                                                                              |           |                                                                                           |
| (Primo Tempo) 20'35" Rafa; (Secondo Tempo) 17'29" Gonçalo Alves; 13'25" Barroso; 10'12" Mena | Marcatori | (Primo Tempo) 13'35" Pau Bargallo; (Secondo Tempo) 8'36" Helder Nunes; 7'09" Pau Bargallo |

| Arbitri: | Miguel Diaz Jonathan Sanchez |

|                                                                                              |           | |
| (Primo Tempo) 24'17" Pereira; (Secondo Tempo) 21'39" Pereira; 14'10" Martinez; 7'02" Cardoso | Marcatori | (Primo Tempo) 21'23" Bridge; (Secondo Tempo) 23'09" Moreira; 14'43" Abreu; 9'43" Bridge; 0'14" Abreu; 1'57" Abreu |

### Finale
| Arbitri: | Miguel Diaz Ruben Fernandez |

| |           |                                 |
| (Primo Tempo) 17'45" Rafa; 7'33" Carlo Di Benedetto; 4'27" Gonçalo Alves (Secondo Tempo) 20'48" Carlo Di Benedetto; 1'37" Barroso | Marcatori | (Primo Tempo) 12'13" Lobo Pinto |